# 20 - Venti
20 - Venti é um filme italiano do gênero comédia dramática, dirigido por Marco Pozzi em 2000.